# المطيلب
مطيلب هي إحدى ضواحي شمال بيروت في قضاء المتن من محافظة جبل لبنان.

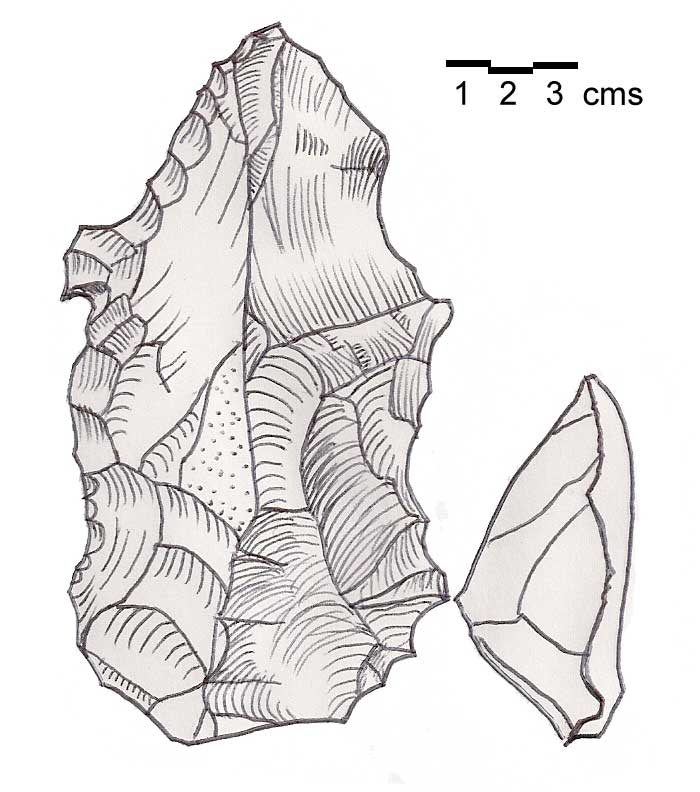
أدوات صوان ثقيلة من العصر الحجري الحديث تعود إلى حضارة القرعون تم العثور عليها في المطيلب الأول - مكشطة ذات أنف ضخمة على رقاقة ذات حواف خشنة غير منتظمة وشقوق و"أنوف".

على ارتفاع يتراوح بين 250 و400 متر عن سطح البحر، تقع بلدة المطيلب في قضاء المتن، أحد أقضية محافظة جبل لبنان، حيث تبعد 12 كيلومتراً تقريباً عن وسط العاصمة بيروت. وتمتدّ المطيلب اليوم على مساحة 950 ألف متر مربّع، وذلك بعدما اقتطعت منها تقريباً مساحة 450 ألف متر مربّع لصالح منطقة الرابية التي أصبحت لها بلديّة خاصّة بها، على الرغم من عدم ورود اسمها في الدوائر العقاريّة. أمّا اسم “المطيلب” فمن المرجّح أنّه يعود إلى ما قبل القرن الرابع عشر، حيث كان يوجد في البلدة مركز قضاء، وهي بالتالي تحريف لكلمة سريانيّة هي “مطلب” أي مصدر الأحكام. وقد سكنت أولى العائلات بلدة المطيلب في منتصف القرن التاسع عشر، لكنّها وحتّى عام 1970، كانت تضمّ فقط 34 منزلاً، فيما يبلغ عدد سكّانها اليوم قرابة الـ10 آلاف شخص. ومن أبرز عائلات المطيلب: كريدي، النفيلي، عبّود، شديد، أبو شديد، فيّاض، عازار، ضو والرميلي. تضمّ المطيلب كنيستين هما كنيسة مار يوسف للموارنة وكنيسة مار الياس للروم الأرثوذكس. وإلى جانب منازلها ومبانيها الراقية، تضمّ عدداً من المؤسّسات التجاريّة والسياحيّة والنوادي الرياضيّة والمطاعم.

## مطيلب الأول
هو موقع أثري يقع على بعد 1.5 كيلومتر (0.93 ميل) ميل) شرق شمال شرق (أنتيلياس) في وادي غابات بجانب طريق يصل صعودا إلى نادي رابية. اكتشف الموقع من قبل أوجست بيرجي في عام 1941 جمع مجموعة ثقيلة من ثقافة قرون السين تتكون من أدوات حجر ضخمة وتم الاحتفاظ بها الآن في متحف التاريخ السابق اللبناني مع علامة "1,500 متر - 1,800 متر. وقد درس جاك كاوين الأدوات ويقال إنه مصنوع من طينات "الجوراس العلوي" غير النظيفة المنطقة الآن مبنية بشكل جيد مع الفيلات المترتبة على مساحة واسعة وتحتوي على نزهات الصخرية تحت التربة.

## مطيلب الثاني
وتقع مطيلب 2 على بعد 900 متر (3,000 قدم) غرب شمال غرب المطيلب على الجهة الشمالية، منحدرات مشجرة من الحجر الرملي، عند تقاطع واديين أسفل طريق بكفيا الرئيسي. جمع منه مجموعة صغيرة من الأدوات من العصر الحجري الحديث من الصوان البيج والرمادي مع فؤوس ومعاول صغيرة. وعثر على فأس شبه منحرف مصقول قليلاً. المواد مخزنة في متحف ما قبل التاريخ اللبناني الذي يحمل علامة "1500 م جنوب غرب مزرعة الشعار".